# 자나타당
자나타당(Janata Party, '인민당')은 1975년부터 1977년 사이에 인도 국민회의의 인디라 간디 정부가 실시한 국가비상사태에 반대한 정당들의 연합체로서 창설되었다. 1977년 인도 총선에서 야당 연합을 주도하여 최초로 인도 국민회의를 패배시키고 이 당 소속의 모라르지 데사이가 총리로 선출되었다.
집권 이후 비상사태에 도입된 여러 법령을 뒤집고 비상사태 기간 동안 행하여진 학대의 조사를 시작했다. 그러나 지속적인 내부 파벌, 이념 갈등으로 경제 등 국가 문제를 해결하지 못하였고, 1979년 모라르지 데사이가 사임하고 후임인 차란 싱이 총리로 취임했으나 인도 국민회의가 지지를 철회하여 23일만에 정부가 붕괴하였다. 정치 분쟁과 무능한 정부에 대한 대중의 환멸로 1980년 인도 총선에서 인디라 간디의 인도 국민회의 파벌이 다시 승리하고 자나타당은 단 31석을 얻으며 권력을 잃었다.
이후 소수 정당으로 있던 자나타당의 주류는 1988년 창립된 자나타 달에 통합되었다. 그러나 일부 지도자들은 통합을 거부하고 자나타당을 계속 유지하여 아직도 조직이 남아있다.

## 같이 보기
- 자나타 달
- 인도 비상사태